# Коллиц, Герман
Герман Коллиц (нем. Hermann Collitz; 4 февраля 1855, Блеккеде — 13 мая 1935, Балтимор) — немецко-американский филолог-классик.
Окончил в 1875 году гимназию Иоганнеум в Люнебурге, затем изучал классическую филологию, сравнительное языкознание и германистику в Гёттингенском университете. В 1878 году защитил под руководством Августа Фика докторскую диссертацию «Возникновение индоиранского палатального ряда» (нем. Die Entstehung der indoiranischen Palatalreihe). Продолжал обучение в Берлине, с 1883 года работал в научной библиотеке университета Галле, где в 1885 году габилитировался с диссертацией, посвящённой сравнению падежной системы существительных в древнеиндийском и древнегреческом языках.
С 1886 года жил и работал в США, где преподавал сперва в Колледже Брин-Мар, а в 1907—1927 гг. заведовал кафедрой германистики в Университете Джонса Хопкинса. В 1902 году был избран членом Американского философского общества, а с учреждением Американского лингвистического общества стал в 1925 году его первым президентом.
Коллиц был крупнейшим специалистом по диалектам древнегреческого языка и совместно с Фридрихом Бехтелем подготовил четырёхтомное «Собрание греческих диалектных надписей» (нем. Sammlung der griechischen Dialekt-Inschriften; 1884—1915). В то же время он не оставлял занятий германистикой и опубликовал, в частности, монографию "Слабый претерит и его предыстория" (англ. Das schwache Präteritum und seine Vorgeschichte; 1912).
Был женат (с 1904 года) на коллеге-филологе Кларе Хехтенберг. По завещанию Хехтенберг-Коллиц на оставленные супругами средства Американское лингвистическое общество учредило именную профессуру, присуждаемую с 1948 года.